# 明崇俨
明崇俨（7世纪？—679年6月16日），洛州偃师人。唐高宗时期的政治人物。
他的祖先是平原士族，世代在南朝为官，南朝梁国子祭酒明山宾五世孙。祖父明奉世，隋秘书大监。父亲明恪（又作明协），豫州刺史。明崇俨年少时，父任安喜县令，县吏有个会召鬼神法术的，明崇俨学会了他的法术。乾封（666年—668年）初年，明崇俨应封泰山之举，授黄安县丞。会刺史有女病重，明崇俨用偏方殊物治疗，治愈了她。唐高宗听闻其名，召见面谈。高宗大悦，擢授冀王府文学。试验他为窟室，使宫人在里面奏乐，召明崇俨问：“何祥邪？为我止之。”明崇俨画桃木为二符，挂在屋上，音乐即止，说：“向见怪龙，怖而止。”盛夏，皇帝想下雪，明崇俨一会拿来进献，说是到阴山取来的。四月，唐高宗想吃瓜，明崇俨要了一百钱，须臾献瓜，曰：“得之在缑氏县老人果园中。”唐高宗召老人问何故，老人回答：“埋一瓜失之，土中得百钱。”
仪凤二年（677年），明崇俨累迁正谏大夫，特令他入阁供奉。明崇俨每次通过谒见，都假以神道，来评论时政得失，唐高宗非常赞同。润州栖霞寺，是他的其五代祖处士明山宾故宅，唐高宗特为制碑文，亲书于石，论者以其为荣。明崇俨凭借用诅咒制胜的迷信法术获得天后武则天的信任，常私下说太子李贤不能够继承帝位，英王李哲的相貌像唐太宗，又说相王李轮相貌最显贵。调露元年五月初三（679年6月16日），明崇俨被盗贼杀死，搜捕盗贼，竟没捕到。唐高宗追赠他为侍中。谥号莊，拜其子明珪为秘书郎。李贤被废，他的家奴赵道生供认太子指使他杀死明崇俨。

## 延伸阅读
[在维基数据编辑]
 《舊唐書·卷191》，出自刘昫《舊唐書》